# Lill-Babs
Barbro Margareta Svensson (født 9. marts 1938 i Järvsö, Hälsingland, død 3. april 2018), kendt som Lill-Babs, var en svensk sangerinde og skuespiller.

## Liv og virke
Barbro Margareta Svensson var datter til Ragnar Svensson (1911–99) og Brita, født Brolin (1917–2007).
Hun optrådte første gang på «Barnens dag» i Järvsö 1953. Lidt senere optrådte hun i Wivex i Sundsvall sammen med Lasse Schönnings orkester.
Efter at have sunget i radioprogrammet Morgonkvisten i 1954 blev hun «opdaget» af orkesterlederen Simon Brehm, som tog hende med til Stockholm hvor hun debuterede som professionel på danserestauranten Bal Palais. Hun udgav sin første plade 1954, med Min mammas boogie og Svar till "Ung och kär".
Simon Brehm var hendes manager indtil sin død i 1967. Det var ham som gav hende artistnavnet Lill-Babs: en kobling til den ældre og kendte sangerinde Alice Babs.
Lill-Babs optrådte første gang i TV i 1957 og havde sit første folkparksshow i eget navn i 1958.
Hun fik sit store folkelige gennembrud da hun indsang Stikkan Andersons «Är du kär i mej ännu Klas-Göran?» i 1959; pladen blev en landeplage og var derefter en fast del hendes repertoire. Hendes første teateroptræden var hos Carl-Gustaf Lindstedt og Arne Källerud på Nöjeskatten i sanglystspillet Fly mig en greve i 1958. Sammen med Carl-Gustaf og Arne medvirkede hun også i nogle film, blandt andet "Svenska Floyd" og "En nolla för mycket".
1961 repræsenterede hun Sverige i Eurovision Song Contest i Cannes; hun sang April, april. I TV var Svensson programleder for blandt andet Hemma hos Lill-Babs (1987), Morgonlust (1988), Vem tar vem (1990) og Cocktail (1991).

### Privatliv
Hun var gift med artisten Lasse Berghagen 1965–1968 og med den norske tidligere landsholdmålmand i fodbold Kjell Kaspersen 1969–1973. Hun var mor til Monica Svensson (født 1955), Malin Berghagen (født 1966) og Kristin Kaspersen (født 1969).
1996 udgav hun sin selvbiografi Hon är jag i 1996.
Lill-Babs døde den 3. april 2018 efter at hun blev indlagt på et sygehus med hjerteproblemer. Der opdagede lægerne også en ondartet kræftsvulst.